# 張奇 (陸上選手)
張 奇（ちょう き、簡体字中国語: 张奇、1984年12月24日 - ）は、中華人民共和国の陸上競技選手。専門は砲丸投。

## 生涯
内モンゴル自治区・フフホト市の出身。張奇は2005年アジア陸上競技選手権大会において銅メダルを獲得、2006年アジア大会で第5位に入賞。張奇はまた2006年世界室内陸上競技選手権大会にも出場したが、決勝進出を逃した。
張奇の自己最高記録は2005年10月に南京で達成した、20.15メートルである。
2008年、張奇は禁止されているアナボリックステロイドを使用したことが発覚し、中国陸上競技協会から4年間の出場禁止処分を受けた。